# Ramsey (Essex)
Ramsey – wieś w Anglii, w Esseksie. W 1961 wieś liczyła 2276 mieszkańców. Ramsey jest wspomniana w Domesday Book (1086) jako Rameseia.